# La gazza ladra
La gazza ladra è un'opera di Gioachino Rossini su libretto di Giovanni Gherardini.
Il soggetto dell'opera, appartenente al genere semiserio, fu tratto dal dramma La Pie voleuse ou La Servante de Palaiseau (1815) di Théodore Badouin d'Aubigny e Louis-Charles Caigniez. La prima rappresentazione ebbe luogo a Milano, nell'ambito della stagione di primavera del Teatro alla Scala, il 31 maggio 1817. L'opera, un tempo famosissima, viene oggi rappresentata raramente, mentre è sempre rimasta in auge, nel repertorio sinfonico, la celeberrima ouverture. Quest'ultima è inserita anche nella colonna sonora di diversi film fra cui Arancia meccanica (A Clockwork Orange) di Stanley Kubrick, C'era una volta in America (Once Upon A Time In America) di Sergio Leone e L'onore dei prizzi (Prizzi's Honor) di John Huston.
La gazza ladra offre una partitura di qualità musicale altissima e uno degli intrecci di più intensa drammaticità di tutta la produzione rossiniana, caratteristico dell'opera semiseria di ambientazione contemporanea e ispirata a fatti di cronaca a fronte dell'ambientazione storico-mitologica dell'opera seria. La rarità delle sue riprese sulle scene è dovuta principalmente al gran numero di cantanti richiesti, tutti dotati di ruoli vocali piuttosto importanti e impegnativi nello stile belcantistico più spinto.

## La fortuna
Secondo testimonianze dell'epoca la prima al Teatro alla Scala di Milano con le scene di Alessandro Sanquirico fu un grande successo.
Nel 1819 avviene la prima a Graz come Die diebische Elster, nel Teatro del Corso di Bologna e nel Teatro del Fondo di Napoli. Nel Regno Unito la première avviene il 10 marzo 1821 nel His Majesty's Theatre di Londra come The Thieving Magpie con Lucia Elizabeth Bartolozzi. Nel 1823 va in scena nel Teatro comunale di Ferrara. Il 10 gennaio 1828 avviene la première nel Theatre Royal di Edimburgo. Nel 1835 va in scena nel Teatro della Pergola di Firenze. Al Teatro La Fenice di Venezia la prima è stata il 9 aprile 1836 con Giuseppina Strepponi. Nel 1845 va in scena nel Teatro dei Rinnovati di Siena. Al Royal Opera House, Covent Garden di Londra va in scena nel 1863.
L'enorme popolarità dell'opera che durerà fino agli ultimi anni dell'Ottocento è dimostrata tra l'altro dai numerosi libretti e adattamenti. Si ricorda una ripresa a Parigi nel 1867 con Adelina Patti nel ruolo di Ninetta, per la quale Rossini, negli ultimi anni di vita, scrisse alcune variazioni alle cavatine in cui era impegnata.
Dopo anni di oblio, fu ripresa nel 1941 a San Marino, Roma e Pesaro (rielaborata però da Riccardo Zandonai) e nel 1965 al Maggio Musicale Fiorentino, diretta da Bruno Bartoletti, con un cast che comprendeva Paolo Montarsolo e Cesare Valletti. 
La sua "effettiva" rinascita avvenne nel 1973, al Teatro dell'Opera di Roma, direttore Alberto Zedda con Carlo Cava e Lucia Valentini Terrani.
Fu l'opera che, nel 1980, inaugurò la primissima edizione del Rossini Opera Festival di Pesaro, diretta da Gianandrea Gavazzeni. Memorabile è l'edizione del 1989 sempre a Pesaro, protagonisti Katia Ricciarelli (Ninetta), William Matteuzzi (Giannetto), Samuel Ramey (Podestà), Ferruccio Furlanetto (Fernando), Bernadette Manca di Nissa (Pippo), diretti da Gianluigi Gelmetti.
L'opera torna al ROF nel 2007 in una fortunata messa in scena a cura dell'allora giovanissimo Damiano Michieletto, che con questa produzione ottiene il Premio Abbiati come miglior regista. La produzione viene ripresa più volte tra il 2009 e il 2017 nei teatri di Bologna, Reggio Emilia, Verona e Bari.

## Personaggi e interpreti
| Personaggio         | Tipologia vocale | Interpreti della prima (Primo violino, Capo d'Orchestra: Alessandro Rolla) |
| ------------------- | ---------------- | -------------------------------------------------------------------------- |
| Ninetta             | soprano          | Teresa Belloc-Giorgi                                                       |
| Fabrizio Vingradito | basso            | Vincenzo Botticelli                                                        |
| Lucia               | mezzosoprano     | Marietta Castiglioni                                                       |
| Giannetto           | tenore           | Savino Monelli                                                             |
| Fernando Villabella | basso            | Filippo Galli                                                              |
| Gottardo            | basso            | Antonio Ambrosi                                                            |
| Pippo               | contralto        | Teresa Gallianis                                                           |
| Giorgio             | basso            | Paolo Rosignoli                                                            |
| Isacco              | tenore           | Francesco Biscottini                                                       |
| Antonio             | tenore           | Francesco Biscottini                                                       |
| Ernesto             | basso            | Alessandro De Angeli                                                       |

## La trama

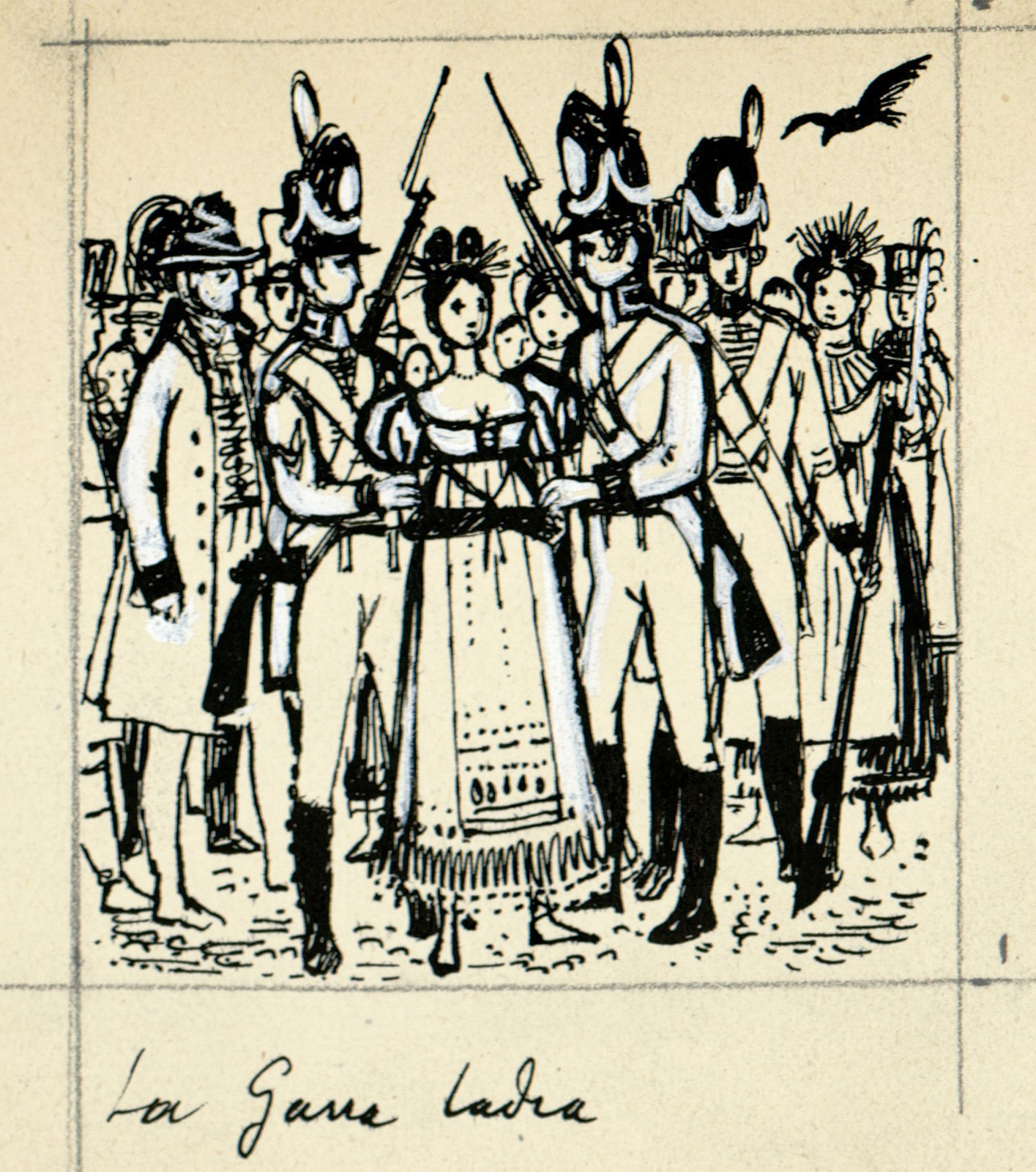
Disegno per copertina di libretto, disegno per La gazza ladra (s.d.). Archivio Storico Ricordi

L'opera è ambientata in un periodo non specificato (dopo la Rivoluzione francese e le Guerre napoleoniche), in un villaggio presso Parigi.

### Atto 1
Casa Vingradito è in festa, poiché a breve ritornerà il giovane Giannetto, partito per la guerra: i genitori Fabrizio e Lucia e i servitori si danno da fare con i preparativi per festeggiare il suo ritorno (Oh che giorno fortunato!). Tuttavia Lucia continua a lamentarsi della negligenza della serva Ninetta, che ha perso alcune posate del servizio d'argenteria. Il marito Fabrizio invece protegge la ragazza per gentilezza e per rispetto verso il padre di lei, il soldato Fernando Villabella, rinomato e ricoperto d'onori.
Ninetta, dal canto suo, è felice del ritorno di Giannetto, dato che i due giovani si amano (Di piacer mi balza il cor) e spera di poterlo sposare. Finalmente Giannetto torna, e dichiara apertamente il suo amore a Ninetta (Vieni fra queste braccia). Successivamente Giannetto si allontana con la famiglia e i servitori per andare a trovare lo zio malato di gotta, lasciando Ninetta sola a contare le posate (di cui ne sono rimaste dodici).
In quel momento un mendicante si avvicina a Ninetta chiedendole aiuto: egli è suo padre Fernando, che le racconta la sua triste vicenda. Giunto a Parigi, aveva chiesto al suo generale il permesso di rivedere la figlia, permesso però negato: ne è seguito un alterco che ha fatto innervosire Fernando, che ha lottato col generale; è stato però disarmato e condannato a morte.  Grazie all'aiuto dei suoi commilitoni è riuscito a sfuggire alla condanna, ma la sua sorte è segnata: è costretto a vivere nascondendosi per sempre. Ninetta  gli suggerisce di nascondersi nel vecchio castagno, in cui c'è una fessura abbastanza grande da contenere un uomo. Per campare, il padre chiede a Ninetta di vendere un suo cucchiaio con incise le sue iniziali: FV.
A rovinare però i piani di Ninetta e del padre è il sopraggiungere del podestà Gottardo: egli è innamorato di Ninetta e spera di farla sua, nonostante le sue continue ritrosie (Il mio piano è preparato). Il podestà cerca di conquistare ancora la ragazza, ignorando la presenza del misterioso mendicante. In quel momento arriva anche Giorgio, servo del podestà, che gli porta il ritratto di un ricercato: come temono Ninetta e suo padre, è proprio quello di Fernando Villabella. Fortunatamente, siccome al podestà mancano gli occhiali, Ninetta, leggendo, s'inventa che il ricercato sia un giovane biondo e robusto, e non un uomo adulto dell'età di suo padre. Il podestà, finita la lettura, cerca ancora di sedurre Ninetta, scatenando le ire di Fernando che gli intima di rispettarne l'innocenza e la bontà (Non so quel che farei): il podestà, infuriato, si allontana, meditando vendetta.
Ninetta intanto accompagna il padre al nascondiglio, lasciando incustodite le posate: in questo momento di assenza, la gazza ladra addomesticata della famiglia esce dalla gabbia e ruba un cucchiaio del servizio d'argento. Ninetta, tornando, non si accorge di questa mancanza, e vende il cucchiaio datole da suo padre al mercante Isacco. Sta per andare a consegnarlo al padre, ma è bloccata dal ritorno dei Vingradito, in compagnia del podestà.
Lucia, con sommo disappunto, si accorge che manca una posata, e si lamenta con Ninetta: il podestà ne approfitta per insinuare l'idea che ci sia un ladro in casa. Tutti rimangono spaventati, dato che la legge prevede per il furto la pena di morte. Ninetta si spaventa e trema, e tutti quanti si accorgono del suo strano comportamento: nel suo imbarazzo, Ninetta lascia cadere le monete che le ha dato Isacco per il cucchiaio. Isacco è quindi convocato, e il podestà gli chiede che cosa Ninetta gli abbia venduto: il cucchiaio con le iniziali FV (che sono le iniziali sia di Fernando Villabella sia di Fabrizio Vingradito): alla risposta del venditore, tutti quanti rimangono sconvolti all'idea della colpevolezza di Ninetta. Il podestà, trionfante, ordina di arrestare la ragazza (In prigione costei sia condotta).

### Atto 2
In prigione, Ninetta riceve la visita di Giannetto, che non è convinto della sua colpevolezza, e cerca di farle confessare il suo segreto, ma non riesce a fare molto per liberarla dalla prigione (Forse un dì conoscerete). Giannetto se ne va all'arrivo del podestà, che rinnova le sue profferte amorose alla ragazza (Sì, per voi, pupille amate); ma la ragazza lo rifiuta ancora. L'uomo, al colmo del furore, minaccia la ragazza, ma viene condotto al tribunale per la sentenza.
L'ultima visita che riceve Ninetta è quella del fidato servo Pippo, a cui chiede in prestito alcune monete (vista la perdita di quelle ricavate dalla vendita del cucchiaio), che dovrà depositare nel vecchio castagno, dov'è nascosto il padre. Pippo obbedisce e rimane commosso dalla fedeltà della ragazza, che teme di non vedere più l'amato Giannetto (E ben, per mia memoria).
Lucia, intanto, si pente della sua cattiveria nei confronti di Ninetta, e, passeggiando nel bosco, incontra proprio Fernando, uscito dal suo nascondiglio, che chiede dove sia la figlia. Lucia allora gli racconta di Ninetta arrestata e accusata di furto: Fernando, mosso dall'amore per la figlia e per il disonore dell'accusa, decide di recarsi lui stesso al tribunale (Accusata di furto? Oh rossore!).
La sentenza è pronunciata, e, come previsto, è di morte (Tremate, o popoli!): Giannetto rimane sconvolto, e il padre Fabrizio cerca invano di frenarlo; Ninetta è disperata, e ancor più il podestà, che si pente della sua eccessiva severità. Giannetto cerca allora di far parlare Ninetta, alludendo al suo "segreto", ma la ragazza si rifiuta di parlare per non compromettere il padre. Improvvisamente irrompe proprio Fernando, che minaccia la giuria e proclama l'innocenza della figlia: il fuggiasco viene subito arrestato e condannato a morte anche lui, con grande dolore di tutti (Sino il pianto è negato al mio ciglio).
Mentre tutti quanti si rassegnano al peggio, arriva Ernesto, il commilitone di Fernando che l'aveva aiutato a fuggire, con la notizia dell'amnistia concessagli dal sovrano, e chiede come mai tutto il villaggio sia così triste. Pippo gli racconta della condanna a morte della ragazza, ma in quel momento la gazza gli ruba le monete e vola al suo nido, inseguita dal servitore. Quando Pippo arriva al suo nido, trova le monete e le posate rubate dal volatile, e immediatamente corre ad avvisare tutti quanti. L'esecuzione è fermata, e Ninetta è liberata: finalmente il lieto fine, che vede Ninetta e Giannetto ricongiunti, Fernando liberato e riunito con l'amata figlia, e il podestà che si sente divorato dal rimorso (Ecco, cessato è il vento).

## Organico orchestrale
La partitura di Rossini prevede l'utilizzo di:
- 2 flauti (anche ottavini) , 2 oboi, 2 clarinetti, 2 fagotti
- 4 corni, 2 trombe, 3 tromboni
- timpani, grancassa, 2 tamburi, triangolo, campana
- archi

Per i recitativi secchi:
- pianoforte (violoncello e contrabbasso ad libitum)

## Numeri  musicali
- Sinfonia (Mi maggiore)

### Atto I
- 1 Introduzione Oh che giorno fortunato! (Pippo, Lucia, Fabrizio, Coro)
- 2 Cavatina Ninetta Di piacer mi balza il cor
- 3 Cavatina Isacco Stringhe e ferri da calzette
- 4 Coro e Cavatina Giannetto Ma qual suono! [...] Vieni fra queste braccia (Ninetta, Pippo, Giannetto, Coro)
- 5 Brindisi di Pippo Tocchiamo, beviamo (Pippo, Coro)
- 6 Recitativo e Duetto Ninetta - Fernando Ieri, sul tramontar del sole [...] Come frenar il pianto!
- 7 Cavatina Podestà Il mio piano è preparato
- 8 Scena e Terzetto M'affretto di mandarvi i contrassegni [...] Respiro. Mia cara! (Ninetta, Fernando, Podestà)
- 9 Finale I In casa di Messere Fabrizio Vingradito (Ninetta, Lucia, Pippo, Giannetto, Isacco, Fabrizio, Podestà, Coro)

### Atto II
- 10 Duetto Ninetta - Giannetto Forse un dì conoscerete (Ninetta, Giannetto, Antonio)
- 11 Aria Podestà Sì per voi, pupille amate (Ninetta, Podestà, Coro maschile)
- 12 Recitativo e Duetto Ninetta - Pippo Deh pensa che domani [...] E ben, per mia memoria
- 13 Scena e Aria Fernando Chi è? Fernando! oh Dio! [...] Accusata di furto... oh rossore! (Lucia, Fernando)
- 14 Recitativo, Coro e Quintetto
  - Recitativo accompagnato A pieni voti è condannata (Giannetto, Fabrizio, Pretore)
  - Coro Tremate, o popoli, a tale esempio! (Coro maschile)
  - Recitativo accompagnato Infelice donzella (Pretore)
  - Quintetto Ah! qual colpo! (Ninetta, Giannetto, Fabrizio, Podestà, Fernando, Pretore, Coro maschile)
- 15 Aria Lucia A questo seno
- 16 Finale II Infelice, sventurata (Ninetta, Lucia, Pippo, Giannetto, Antonio, Giorgio, Fabrizio, Podestà, Fernando, Coro)

## Brani famosi
- Sinfonia
- Di piacer mi balza il cor, cavatina di Ninetta
- Vieni fra queste braccia, cavatina di Giannetto
- Il mio piano è preparato, cavatina del Podestà
- Sì per voi, pupille amate, aria del Podestà
- Ebben, per mia memoria, duetto tra Ninetta e Pippo
- Accusata di furto!, aria di Fernando
- Tremate o popoli!, coro dei Giudici

## Incisioni discografiche
| Anno | Cast (Ninetta, Podestà, Giannetto, Fernando, Pippo) | Direttore          | Etichetta                   |
| ---- | --- | ------------------ | --------------------------- |
| 1965 | Nicoletta Panni, Paolo Washington, Cesare Valletti, Paolo Montarsolo, Anna Maria Rota, Flora Rafanelli, Gino Orlandini, Paolo Montarsolo, Roberto Ferraro, Enzo Guagni, Valiano Natali, Manlio Micheli, Nello Piccolo | Bruno Bartoletti   | Opera d'Oro – OPD-1344      |
| 1978 | Rosetta Pizzo, Alberto Rinaldi, Pietro Bottazzo, Angelo Romero, Helga Müller, Francesco Signor, Nucci Condò, | Alberto Zedda      | Italia – ITL 70056          |
| 1990 | Katia Ricciarelli, Samuel Ramey, William Matteuzzi, Ferruccio Furlanetto, Bernadette Manca di Nissa, Luciana D’Intino, Roberto Coviello                                                                               | Gianluigi Gelmetti | Sony Classical – S3 45 850  |
| 2015 | Maria José Moreno, Lorenzo Regazzo, Kenneth Tarver, Bruno Praticò, Mariana Rewerski, Giulio Mastrototaro, Luisa Islam-Ali-Zade                                                                                        | Alberto Zedda      | Naxos Records – 8.660369-71 |

## Videografia
| Anno | Cast (Ninetta, Podestà, Giannetto, Fernando, Pippo)                                | Direttore        | Etichetta |
| ---- | ---------------------------------------------------------------------------------- | ---------------- | --------- |
| 1987 | Ileana Cotrubaș, Alberto Rinaldi, David Kuebler, Brent Ellis, Elena Zilio          | Bruno Bartoletti | Kultur    |
| 2007 | Mariola Cantarero, Michele Pertusi, Dmitrij Korchak, Alex Esposito, Manuela Custer | Lü Jia           | Dynamic   |

## Cover
- Nel 1988 i Marillion eseguono l'ouverture nel doppio album The Thieving Magpie (La gazza ladra) (EMI - MARL 1), pubblicato nel Regno Unito.
- Nel 2003 Beppe Junior registra un proprio arrangiamento per fisarmonica (valzer) dal titolo La gazza ladra inserita nell'album Liscioterapia (Europlay, CD 0189).
- Nel 2010 Flavio Sala nell'album De la buena onda esegue l'ouverture dal La gazza ladra.